# Limones (Yabucoa)
Limones es un barrio ubicado en el municipio de Yabucoa en el estado libre asociado de Puerto Rico. En el Censo de 2010 tenía una población de 3234 habitantes y una densidad poblacional de 326,87 personas por km².

## Geografía
Limones se encuentra ubicado en las coordenadas 18°4′48″N 65°53′20″O / 18.08000, -65.88889. Según la Oficina del Censo de los Estados Unidos, Limones tiene una superficie total de 9.89 km², que corresponden a tierra firme.

## Demografía
Según el censo de 2010, había 3234 personas residiendo en Limones. La densidad de población era de 326,87 hab./km². De los 3234 habitantes, Limones estaba compuesto por el 68.86% blancos, el 12.18% eran afroamericanos, el 0.49% eran amerindios, el 0.03% eran asiáticos, el 13.73% eran de otras razas y el 4.7% pertenecían a dos o más razas. Del total de la población el 99.51% eran hispanos o latinos de cualquier raza.